# Qualificazioni al campionato europeo maschile under 21 di calcio 1980

## Gruppi di qualificazione

### Gruppo 1
| Squadre | Squadre     | P | V | N | P | F  | S  | Pt |
| ------- | ----------- | - | - | - | - | -- | -- | -- |
| 1       | Inghilterra | 4 | 4 | 0 | 0 | 11 | 2  | 8  |
| 2       | Danimarca   | 4 | 1 | 0 | 3 | 3  | 4  | 2  |
| 3       | Bulgaria    | 4 | 1 | 0 | 3 | 2  | 10 | 2  |

| - Danimarca 1-2 Inghilterra - Danimarca 2-0 Bulgaria - Bulgaria 1-3 Inghilterra | - Inghilterra 1-0 Danimarca - Bulgaria 1-0 Danimarca - Inghilterra 5-0 Bulgaria |

### Gruppo 2
| Squadre | Squadre    | P | V | N | P | F  | S  | Pt |
| ------- | ---------- | - | - | - | - | -- | -- | -- |
| 1       | Scozia     | 5 | 3 | 2 | 0 | 13 | 5  | 8  |
| 2       | Belgio     | 6 | 2 | 3 | 1 | 8  | 4  | 7  |
| 3       | Norvegia   | 6 | 1 | 3 | 2 | 5  | 12 | 5  |
| 4       | Portogallo | 5 | 0 | 2 | 3 | 2  | 7  | 2  |

| - Belgio 4-0 Norvegia - Portogallo 0-0 Belgio - Scozia 5-1 Norvegia - Portogallo 0-3 Scozia - Norvegia 0-0 Portogallo - Norvegia 2-2 Scozia | - Norvegia 0-0 Belgio - Belgio 2-1 Portogallo - Portogallo 1-2 Norvegia - Belgio 0-1 Scozia - Scozia 2-2 Belgio - Scozia - Portogallo (Non giocata) |

### Gruppo 3
| Squadre | Squadre    | P | V | N | P | F | S | Pt |
| ------- | ---------- | - | - | - | - | - | - | -- |
| 1       | Jugoslavia | 4 | 2 | 2 | 0 | 4 | 2 | 6  |
| 2       | Spagna     | 4 | 1 | 2 | 1 | 4 | 2 | 4  |
| 3       | Cipro      | 4 | 0 | 2 | 2 | 1 | 5 | 2  |

| - Spagna 0-1 Jugoslavia - Cipro 0-0 Spagna - Jugoslavia 1-0 Cipro | - Jugoslavia 1-1 Spagna - Cipro 1-1 Jugoslavia - Spagna 3-0 Cipro |

### Gruppo 4
| Squadre | Squadre      | P | V | N | P | F | S | Pt |
| ------- | ------------ | - | - | - | - | - | - | -- |
| 1       | Germania Est | 4 | 2 | 2 | 0 | 8 | 3 | 6  |
| 2       | Polonia      | 4 | 2 | 1 | 1 | 7 | 8 | 5  |
| 3       | Paesi Bassi  | 4 | 0 | 1 | 3 | 4 | 8 | 1  |

| - Germania Est 2-0 Paesi Bassi - Polonia 1-1 E. Germania - Paesi Bassi 2-3 Polonia | - Germania Est 4-1 Polonia - Polonia 2-1 Paesi Bassi - Paesi Bassi 1-1 Germania |

### Gruppo 5
| Squadre | Squadre        | P | V | N | P | F | S | Pt |
| ------- | -------------- | - | - | - | - | - | - | -- |
| 1       | Cecoslovacchia | 4 | 3 | 0 | 1 | 3 | 1 | 6  |
| 2       | Francia        | 4 | 2 | 1 | 1 | 3 | 2 | 5  |
| 3       | Svezia         | 4 | 0 | 1 | 3 | 1 | 4 | 1  |

| - Francia 2-1 Svezia - Svezia 0-1 Cecoslovacchia - Cecoslovacchia 1-0 Francia | - Svezia 0-0 Francia - Cecoslovacchia 1-0 Svezia - Francia 1-0 Cecoslovacchia |

### Gruppo 6
| Squadre | Squadre          | P | V | N | P | F | S | Pt |
| ------- | ---------------- | - | - | - | - | - | - | -- |
| 1       | Unione Sovietica | 4 | 3 | 1 | 0 | 8 | 2 | 7  |
| 2       | Grecia           | 4 | 2 | 0 | 2 | 5 | 6 | 4  |
| 3       | Finlandia        | 4 | 0 | 1 | 3 | 2 | 7 | 1  |

| - Finlandia 0-1 Grecia - Grecia 0-3 URSS - Grecia 3-1 Finlandia | - Finlandia 0-2 URSS - URSS 2-1 Grecia - URSS 1-1 Finlandia |

### Gruppo 7
| Squadre | Squadre  | P | V | N | P | F | S  | Pt |
| ------- | -------- | - | - | - | - | - | -- | -- |
| 1       | Ungheria | 4 | 3 | 0 | 1 | 9 | 4  | 6  |
| 2       | Romania  | 4 | 2 | 0 | 2 | 7 | 3  | 4  |
| 3       | Turchia  | 4 | 1 | 0 | 3 | 2 | 11 | 0  |

| - Turchia 2-3* Ungheria - Ungheria 1-0 Romania - Romania 2-1* Turchia | - Turchia 2-0 Romania - Ungheria 5-0 Turchia - Romania 4-0 Ungheria |

### Gruppo 8
| Squadre | Squadre     | P | V | N | P | F | S  | Pt |
| ------- | ----------- | - | - | - | - | - | -- | -- |
| 1       | Italia      | 4 | 3 | 1 | 0 | 5 | 0  | 7  |
| 2       | Svizzera    | 4 | 2 | 1 | 1 | 8 | 2  | 5  |
| 3       | Lussemburgo | 4 | 0 | 0 | 4 | 1 | 12 | 0  |

| - Lussemburgo 0-3 Svizzera - Svizzera 0-0 Italia - Svizzera 5-1 Lussemburgo | - Italia 1-0 Svizzera - Lussemburgo 0-3 Italia - Italia 1-0 Lussemburgo |